# Shaowu
Shaowu (邵武 ; pinyin : Shàowǔ) est une ville de la province du Fujian en Chine. C'est une ville-district placée sous la juridiction de la ville-préfecture de Nanping.

## Démographie
La population du district était de 300 170 habitants en 1999.